# Cho tôi xin một vé đi tuổi thơ
Cho tôi xin một vé đi tuổi thơ là truyện ngắn của nhà văn Nguyễn Nhật Ánh. Tác phẩm là một trong những sáng tác thành công nhất của ông và nhận được Giải thưởng Văn học ASEAN năm 2010.
Nguyễn Nhật Ánh viết ở mặt sau cuốn sách: "Tôi viết cuốn sách này không dành cho trẻ em. Tôi viết cho những ai từng là trẻ em". Khi trả lời phỏng vấn của báo Người lao động, ông nói "Đối tượng cảm thụ mà tôi muốn nhắm tới chính là người lớn". Với Cho tôi xin một vé đi tuổi thơ ông cho phép mình mở rộng biên độ đề tài và hình ảnh đến tối đa vì ông viết về trẻ em nhưng là cho những ai từng là trẻ em đọc".

## Nội dung
Tác phẩm gồm những câu chuyện nhỏ xoay xung quanh bốn đứa trẻ trong cùng một khu xóm là con Tủn, con Tí sún, thằng Hải cò và thằng cu Mùi. Trong đó, người kể chuyện là cu Mùi dưới hình thức kể của "thằng cu Mùi" lúc bé và nhận xét, đánh giá của "ông Mùi" khi đã gần 50 tuổi. Song song đó còn có sự xuất hiện của các phụ huynh và những câu chuyện dở khóc dở cười khiến chúng như đang sống lại với tuổi thơ tươi đẹp đẽ của những đứa trẻ tinh nghịch trong xóm.

## Nhan đề
Nguyễn Nhật Ánh lấy cảm hứng đặt nhan đề tác phẩm "Cho tôi xin một vé đi tuổi thơ" từ bài thơ của tác giả khác (tạm dịch: Vé đi tuổi thơ) của Robert Ivanovich Rozhdestvensky.

## Giải thưởng
Cho tôi xin một vé đi tuổi thơ là cuốn sách được phát hành nhiều nhất năm 2008. Đến nay sách đã được tái bản lần thứ 652. Cuốn sách này bán chạy hơn 500.000 quyển. Tác phẩm giành giải Sách hay của Hội Xuất bản Việt Nam và Giải thưởng Văn học của Hội Nhà văn Việt Nam năm 2009. Năm 2010, Nguyễn Nhật Ánh được đề cử và nhận được Giải thưởng Văn học Đông Nam Á với tác phẩm này.

## Phát hành quốc tế
Tác phẩm được dịch sang tiếng Thái và phát hành bởi nhà xuất bản Nanmeebooks Thái Lan vào ngày 23 tháng 8 năm 2011. Năm 2013, sách được nhà xuất bản Dasanbooks phát hành tại Hàn Quốc. Tại Mỹ, truyện được Nhà xuất bản Overlook ấn hành và ra mắt từ ngày 9 tháng 10 năm 2014 với tên Give Me a Ticket to Childhood, do dịch giả William Naythons chuyển ngữ.